# Maurice J. „Clipper” Smith
Maurice J. „Clipper” Smith (Manteno, Illinois, 1898. október 15. – Laguna Beach, Kalifornia, 1984. március 17.) amerikai amerikaifutball-játékos, valamint amerikaifutball-, baseball- és kosárlabdaedző, 1925 és 1929 között a Gonzaga Bulldogs atlétikai igazgatója.
1925 és 1928 között a Gonzaga Bulldogs, 1929 és 1935 között a Santa Clara Broncos, 1936 és 1942 között a Villanova Wildcats, 1946-ban a San Francisco Dons, 1949 és 1951 között pedig a Lafayette Leopards amerikaifutball-vezetőedzője volt. 1947–1948-ban az NFL-beli Boston Yanks, 1944-ben pedig a Cherry Point légitámaszpont edzője volt.
1926-ban a Gonzaga Bulldogs baseball-, 1925 és 1929 között pedig kosárlabdaedzője volt. 1922 és 1924 között a Columbia Egyetem (ma Portlandi Egyetem) munkatársa volt.

## Eredményei vezetőedzőként
| Év                                                   | Eredmény                     | Eredmény                     | Helyezés                     |                              |
| Év                                                   | Összesített                  | Konferencia                  | Helyezés                     |                              |
| Gonzaga Bulldogs (Független)                         | Gonzaga Bulldogs (Független) | Gonzaga Bulldogs (Független) | Gonzaga Bulldogs (Független) | Gonzaga Bulldogs (Független) |
| ---------------------------------------------------- | ---------------------------- | ---------------------------- | ---------------------------- | ---------------------------- |
| 1925                                                 | 7–7–2                        | –                            | –                            |                              |
| 1926                                                 | 5–2–1                        | –                            | –                            |                              |
| 1927                                                 | 5–3–1                        | –                            | –                            |                              |
| 1928                                                 | 6–2–1                        | –                            | –                            |                              |
| Eredmény:                                            | 23–9–5                       | –                            | –                            |                              |
| Santa Clara Missionites/Broncos (Független)          |                              |                              |                              |                              |
| 1929                                                 | 5–3                          | –                            | –                            |                              |
| 1930                                                 | 5–3–1                        | –                            | –                            |                              |
| 1931                                                 | 5–4–1                        | –                            | –                            |                              |
| 1932                                                 | 6–3                          | –                            | –                            |                              |
| 1933                                                 | 6–2–1                        | –                            | –                            |                              |
| 1934                                                 | 7–2–1                        | –                            | –                            |                              |
| 1935                                                 | 3–6                          | –                            | –                            |                              |
| Eredmény:                                            | 37–23–4                      | –                            |                              |                              |
| Villanova Wildcats (Független)                       |                              |                              |                              |                              |
| 1936                                                 | 7–2–1                        | –                            | –                            |                              |
| 1937                                                 | 8–0–1                        | –                            | –                            |                              |
| 1938                                                 | 8–0–1                        | –                            | –                            |                              |
| 1939                                                 | 6–2                          | –                            | –                            |                              |
| 1940                                                 | 4–5                          | –                            | –                            |                              |
| 1941                                                 | 4–4                          | –                            | –                            |                              |
| 1945                                                 | 4–4                          | –                            | –                            |                              |
| Eredmény:                                            | 41–17–3                      | –                            | –                            |                              |
| Cherry Point Marines Flying Leathernecks (Független) |                              |                              |                              |                              |
| 1944                                                 | 3–6                          | –                            | –                            |                              |
| Eredmény:                                            | 3–6                          | –                            | –                            |                              |
| San Francisco Dons (Független)                       |                              |                              |                              |                              |
| 1946                                                 | 3–6                          | –                            | –                            |                              |
| Eredmény:                                            | 3–6                          | –                            | –                            |                              |
| Lafayette Leopards (Middle Three Conference)         |                              |                              |                              |                              |
| 1949                                                 | 2–6                          | 1–1                          | 2.                           |                              |
| 1950                                                 | 1–8                          | 0–2                          | 3.                           |                              |
| 1951                                                 | 1–7                          | 0–2                          | 3.                           |                              |
| Eredmény:                                            | 4–21                         | 1–5                          | –                            |                              |
| Összesen:                                            | 111–82–12                    | –                            | –                            |                              |

## Fordítás
- Ez a szócikk részben vagy egészben  a   Maurice J. "Clipper" Smith című angol Wikipédia-szócikk ezen változatának fordításán alapul.  Az eredeti cikk szerkesztőit annak laptörténete sorolja fel. Ez a jelzés csupán a megfogalmazás eredetét és a szerzői jogokat jelzi, nem szolgál a cikkben szereplő információk forrásmegjelöléseként.